# Grčko-perzijski ratovi
Grčko-perzijski ratovi ili Perzijski ratovi su serija vojnih sukoba između grčkih polisa i Perzijskog Carstva koji počinju 499. pr. Kr. i traju punih 50 godina, sve do 449. pr. Kr. Termin Perzijski ratovi odnosi se na ekspedicije Darija Velikog (490. pr. Kr.) i njegova sina Kserksa I. (480. – 479. pr. Kr.) koje su unatoč pojedinim uspješnim grčkim otporima završile razaranjem grada Atene što je bila odmazda za atensko poticanje Jonskog ustanka u Maloj Aziji. Glavni perzijski protivnici bili su Atena i Sparta, dok su brojni grčki polisi bili na strani Perzije; Tesalija, Beotija, Teba i Makedonija. Sukobi su se nastavili i nakon Kserksove ekspedicije i trajali su do 449. pr. Kr. kada je potpisan Kalijin mir.

## Povijesni izvori
Gotovo svi izvori o grčko-perzijskim ratovima su grčki, dok perzijskih zapisa ima jako malo budući kako ih je većina uništena u brojnim povijesnim razaranjima. Najvažniji izvor o njihovim ratovima je svakako grčki povjesničar Herodot kojeg se često naziva „ocem povijesti“. Herodot je rođen 484. pr. Kr. u Halikarnasu, glavnom gradu tadašnje perzijske satrapije Karije. Između 440. i 430. pr. Kr. napisao je djelo „Povijest“ (grč. Historia) koje prati korijene grčko-perzijskog sukoba, koji su završili 449. pr. Kr. Herodotovo djelo predstavlja svojevrsni roman i ima sasvim novi pristup, no u zapadnom svijetu prihvaćen je kao tvorac povijesti kakvu danas poznajemo.
Mnogi kasniji antički povjesničari unatoč tome što su slijedili njegov način rada ismijavali su Herodota, posebno Tukidid. Ipak, Tukidid je odlučio započeti svoj rad tamo gdje je Herdot stao (opsada Sesta), što je značilo kako je morao pomno proučiti Herodotov rad. Plutarh je navelike kritizirao Herodota u svome eseju „Na pakost Herodotu“ u kojem je tvrdio kako je Herodot barbarofil i kako nije dovoljno progrčki nastrojen, što se pripisuje Plutarhovoj pristranosti odnosno grčkom nacionalizmu. Negativan pogled na Herodota nastavio se i u doba europske renesanse, no njegova djela i dalje su bila vrlo popularna. Unatoč tome, od 19. stoljeća Herodotova reputacija dramatično se popravila budući kako su brojna arheološka nalazišta potvrdila mnoge njegove priče. Moderni pogled na Herodota jest kako je napravio izuzetan posao u svome djelu „Povijesti“, no njegovu kronologiju i numeriku gleda se sa skepticizmom. Ipak, postoje brojni povjesničari koji vjeruju kako je Herodot izmislio vlastite verzije događaja u brojnim svojim pričama.
Tukidid je pisao uglavnom Peloponeskom ratu, no nije spominjao događaje između kraja Herodotovih priča i početka Peloponeskog rata. Tukididov rad je glavni izvor za događaje grčko-perzijskog sukoba od 479. pr. Kr. nadalje. Od ostalih djela važno je spomenuti Eforovu opću povijest iz 4. stoljeća pr. Kr. koja uključuje događaje svih spomenutih sukoba. Diodor sa Sicilije u 1. stoljeću piše knjigu povijesti koja također obuhvaća grčko-perzijske ratove. Najvažniji izvori o Perziji u grčkoj literaturi pripisuju se Kteziju koji je služio kao osobni liječnik Artakserksa II. i koji je u 4. stoljeću pr. Kr. pisao povijest prema perzijskim izvorima. U svojim se djelima Ktezije također ismijava Herodotu i proziva ga za pristranost i krive informacije. Nažalost, djela zadnje spomenutih povjesničara nisu u potpunosti sačuvana. Pojedini njihovi dijelovi spomenuti su u „Myriobiblon“ kojeg je u 9. stoljeću sastavio Focije I. (kasnije patrijarh Carigrada), zatim u knjizi „Eklogai“ bizantskog cara Konstantina VII. Porfirogeneta, te u bizantskoj enciklopediji „Suda“ iz 10. stoljeću. Pretpostavlja se kako je većina tih izvora izgubljena prilikom uništavanja carske knjižnice u Carigradu za vrijeme četvrtog križarskog rata 1204. godine.
Moderni povjesničari su stoga prisiljeni nadopunjavati Herodotova i Tukididova djela s ostacima kasnijih autora kao što su Plutarhove biografije ili radovi geografa Pauzanija (kojeg ne valja miješati s istoimenim spartanskim generalom). Neki rimski povjesničari također u svojim djelima spominju grčko-perzijske ratove. Među njima su Justin i Kornelije Nepot, poznat po svojim biografijama.

## Korijeni sukoba
Tijekom mračnog doba nakon raspada mikenske kulture, znatan broj Grka naselio se u Maloj Aziji. Te doseljenike činili su Grci iz tri plemenske skupine: Eoljana, Jonjana i Dorana. Jonjani su se naselili uz obale Lidije i Karije, te su podigli dvanaest gradova koji su kasnije postali Jonijom. Ti gradovi bili su Milet (glavni grad), Priena i Myus u Kariji; Efez, Kolofon, Lebed, Teo, Klazomena, Fokeja i Eritrija u Lidiji; te otoci Samos i Hios. Iako su jonski gradovi bili međusobno nezavisni, dijelili su isto podrijetlo i kulturu, te su imali slične hramove i mjesta okupljanja; tzv. panionione. Zbog velikih sličnosti gradovi su osnovali „kulturni savez“ kojem nisu mogli pristupiti drugi gradovi, pa čak ni ostala jonska plemena.
Gradovi u Joniji ostali su nezavisni sve dok ih nisu pokorili Lidijci iz zapadne Male Azije. Lidijski kralj Alijat II. napao je grad Milet, a sukob je završio sporazumom o savezništvu između Mileta i Lidije, što je značilo kako će grad imati unutrašnju autonomiju no slijedit će lidijsku vanjsku politiku. Istovremeno, Lidijci su bili u sukobu s Medijcima pa je Milet poslao vojsku da pomogne Lidiji. Na posljetku je potpisan mirovni sporazum između Lidije i Medijskog Carstva prema kojem je rijeka Kizil postala granicom dviju zemalja. Slavni lidijski kralj Krez naslijedio je svoga oca Alijata II. oko 560. pr. Kr., a nedugo poslije osvojio je preostale grčke gradove u Maloj Aziji.
Perzijski princ Kir Veliki godine 553. pr. Kr. pokrenuo je Perzijski ustanak protiv medijskog kralja Astijaga. Iako je u to doba Perzija bila nevažan dio Medijskog Carstva, Kir Veliki je bio Astijagov unuk koji je dobio potporu dijela medijske aristokracije. Do 550. pr. Kr. pobuna je završila a Kir je izašao iz nje kao pobjednik, te je osnovao Ahemenidsko Perzijsko Carstvo na temeljima Medijskog Carstva. Krez je medijsko-perzijski sukob vidio kao priliku da proširi svoje carstvo, pa je pitao proroka iz Delfija za savjet na što mu je ovaj odgovorio: „ako Krez prijeđe rijeku Kizil, osvojit će veliko carstvo“. Krez potom lakomisleno kreće u rat protiv Perzijskog Carstva no Kir Veliki ga teško poražava pa cijela Lidija pada pod perzijsku kontrolu.
Za vrijeme borbi protiv Lidijaca, Kir Veliki poslao je poruku Jonjanima i zatražio od njih da se pobune protiv lidijske vladavine, što su oni odbili. Nakon što je Kir Veliki završio osvajanje Lidije, jonski gradovi ponudili su mu isti status koji je imao i svrgnuti lidijski kralj Krez, no Kir ih odbija jer mu prethodno nisu htjeli pomoći. Jonjani su se tada pripremali za obranu, a Kir je poslao medijskog generala Harpaga da osvoji Joniju. Perzijski vojskovođe Mazar i Harpag osvajaju cijelu Malu Aziju; Liciju, Ciliciju i Feniciju, uključujući grčke polise pomoću opsadnih tehnika koje su bile nepoznate Grcima. Harpag je prvo napao Fokeju, čiji su stanovnici odlučili napustiti grad i pobjeći na Siciliju, no mnogi su se kasnije vratili. Dio stanovnika grada Tea također je emigrirao prilikom Harpagovih napada, dok su ostali Jonjani odlučili ostati u svojim gradovima ali su ubrzo pokoreni.
Neposredno nakon pokoravanja Jonije, Perzijanci su shvatili kako je uprava nad Jonjanima vrlo komplicirana. Diljem Perzijskog Carstva Kir Veliki imao je saveznike koji su mu pomagali u upravljanju carstvom (npr. židovsko svećenstvo u Judeji), no takvih u Joniji nije bilo već je gradovima vlada svojevrsna aristokracija. Perzijanci su stoga u Joniji koristili metodu „podijeli pa vladaj“; sponzorirali su razne jonske tiranine koji su često međusobno ratovali. Vladari jonskih polisa imali su težak zadatak udovoljavanja perzijskim zahtjevima i željama svojih stanovnika, što je kasnije kulminiralo sveopćim nezadovoljstvom i konačno jonskim ustankom.

## Jonski ustanak (499. – 493. pr. Kr.)
Pod jonskim ustankom podrazumijeva se vojna pobuna Eoljana, Dorana, Karijaca i Ciprana u Maloj Aziji protiv perzijske vladavine, koja je trajala od 499. do 493. pr. Kr. Jedan od glavnih razloga pobune je vladavina jonskih tiranina (npr. miletski Histiej i Aristagora) koje je sponzoriralo Perzijsko Carstvo. Godine 499. pr. Kr. miletski vladar Aristagora zajedno s perzijskim satrapom grada Sarda Artafernom kreće u zajednički pohod protiv dobro utvrđenog Naksosa čiji bi pad osvajačima donio veliki financijski profit i vojno-politički prestiž. Pohod završava neuspjehom, a osjećajući kako će izgubiti vladarsko mjesto Aristagora podiže cijelu Joniju na ustanak protiv perzijskog kralja Darija Velikog.
Godine 498. pr. Kr. Jonjani uz potporu grčkih polisa Atene i Eretrije kreću u pohod na grad Sard kojeg ubrzo poražavaju i spaljuju. Ipak, na putu natrag u Joniju sustiže ih perzijska vojska i katastrofalno ih poražava u bitci kod Efeza. Ovaj pohod predstavljao je jedinu jonsku ofenzivu tijekom ustanka, koji se narednih godina zasnivao na defenzivi protiv perzijske vojske. Perzijanci su odgovorili 497. pr. Kr. s tri paralelna napada na vanjska područja pobune koja ponovno zauzimaju, no pobuna se proširuje i na Kariju što otežava perzijske planove. Unatoč početnim uspjesima u gušenju pobune u Kariji, perzijski general Dauris u bitci kod Pedasa upada u zasjedu i biva poražen, nakon čega je pobuna tokom 496. do 495. pr. Kr. bila u pat poziciji.
Godine 494. pr. Kr. perzijska vojska i mornarica se pregrupiraju, i kreću u odlučno suzbijanje pobune u Miletu. Jonska mornarica pokušava im se suprotstaviti no u bitci kod Lade bivaju katastrofalno poraženi nakon što je Samos prešao na perzijsku stranu. Milet je tada opkoljen i zauzet, a njegovo stanovništvo zarobljeno. Ovaj dvostruki jonski poraz označio je kraj pobune, nakon čega su se predali i susjedni Karijci. Perzijanci su 493. pr. Kr. čistili ostatke pobune u grčkim gradovima uz egejsku obalu, a zatim su Jonjanima nametnuli mir koji se smatrao pravednim i poštenim.
Jonski ustanak predstavlja prvi veći sukob između Grka i Perzijskog Carstva, te općenito početak grčko-perzijskih ratova. Iako je Mala Azija vraćena pod perzijsku kontrolu, Darije Veliki odlučio je kazniti Atenu i Eretriju zbog njihove potpore jonskom ustanku, i time oslabiti svoje neprijatelje koji su ugrožavali stabilnost njegovog zapadnog dijela carstva. Godine 492. pr. Kr. Perzija pokreće prvu ekspediciju protiv kopnene Grčke koja se smatra izravnom posljedicom jonskog ustanka.

## Darijeve ekspedicije (492. – 490. pr. Kr.)
Nakon smirivanja jonskog ustanka perzijski kralj Darije Veliki počinje kovati planove za uklanjanje grčke prijetnje sa zapada, odnosno na kažnjavanje Atene i Eretrije zbog potpore jonskom ustanku. Za vrijeme vladavine Darija Velikog pokrenute su dvije veće ekspedicije protiv neprijateljskih polisa.

### Mardonijev pohod (492. pr. Kr.)
Prva perzijska kažnjenička ekspedicija pokrenuta je 492. pr. Kr. a predvodio ju je Mardonije, zet Darija Velikog. On ponovno osvaja europsku pokrajinu Trakiju koja je nominalno bila dijelom Perzijskog Carstva od 513. pr. Kr. Mardonije potom priključuje Makedoniju pod perzijsku upravu, iako je ona prethodno bila nezavisni saveznik Perzijanaca. Njegovi daljnji pohodi zaustavljeni su kod poluotoka Atosa gdje mu je većina mornarice stradala u velikoj oluji. Nakon toga vodio je bitku protiv tračkih plemena gdje pobjeđuje unatoč ranjavanju. Ipak, gubitak flote prisilio ga je da se vrati u Malu Aziju.
Sljedeće godine Darije Veliki šalje veleposlanike u sve grčke polise od kojih traži odanost perzijskoj kruni. Većina grčkih polisa prihvaća perzijske uvjete, dok dvije glavne grčke sile Atena i Sparta odbijaju perzijsku ponudu. Iduće godine Darije počinje spremati vojnu ekspediciju protiv Atene i Sparte.

### Datisov i Artafernov pohod (490. pr. Kr.)
Godine 490. pr. Kr. perzijski vojni zapovjednici Datis i Artafern Mlađi zaduženi su od Darija Velikog da pripreme kombinirane kopnene i pomorske snage protiv Atene i Sparte. Njihova flota isplovila je iz Cilicije prvo do otoka Roda gdje je prema kronikama lindskog hrama Datis neuspješno pokušao opkoliti grad Lind. Perzijska mornarica potom nastavlja pohod prema otoku Naksos kojem se osvećuju za neuspješnu ekspediciju njihovih jonskih saveznika desetljeće ranije. Flota je potom nastavila s ekspedicijom protiv drugih grčkih polisa u Egejskom moru.
Perzijska borbena grupa je konačno došla do Eubeje gdje se nalazio jedan od glavna dva cilja, grad Eretrija. Stanovnici Eretrije nisu ni pokušavali spriječiti pristajanje ili napredovanje, već su se zatvorili u gradske zidine i počeli se spremati za opsadu. Perzijanci su šest dana napadali gradske zidine uz velike gubitke na obje strane, dok su sedmi dan dva ugledna Eretrijca izdala grad i otvorila vrata Perzijancima. Grad je potom razoren što je bila osveta za eretrijsku potporu opsadi i razaranju grada Sarda.

#### Bitka kod Maratona
Nakon što je Eretrija bila razorena, perzijske snage okrenule su se konačnom preostalom cilju, gradu Ateni. Perzijska mornarica pristala je uz obalu Atike odnosno u Maratonskom zaljevu; oko 40 km od Atene. Atenjani su bili pod zapovjedništvom Miltijada Mlađeg koji je imao najviše iskustva o borbama protiv Perzijanaca, a njegove snage zauzele su dva prolaza na Maratonskoj ravnici. Protivničke snage mirovale su pet dana, nakon čega je Artafern Mlađi odlučio povesti cijelu konjicu i dio pješaštva u direktni napad na Atenu. Kada su Atenjani vidjeli da su Perzijanci raspolovili snage, kako nema opasnosti od konjice za hoplite i kako je Atena u opasnosti, odlučili su u praskozorje šestog dana napasti ostatke perzijskih snaga. Unatoč brojčanoj inferiornosti, teško oklopljeni atenski hopliti uspjeli su poraziti perzijsku vojsku napadajući ih s bokova. Perzijanci su potom brodovima napustili bojište. Herodot spominje kako su Perzijanci imali 6.400, Atenjani 192, a Platejci 11 gubitaka, no njegovi podaci ne smatraju se pouzdanima.
Nakon što su Perzijanci napustili bojište, Atenjani su marširali što je brže moguće prema Ateni da je spase od ostatka perzijske vojske. Uz obalu pokraj Pireja stigli su na vrijeme i time spriječili iskrcavanje Perzijanaca pokraj Atene, nakon čega se Artafern odlučio povući u Malu Aziju.
Bitka kod Maratona bila je prekretnica u grčko-perzijskim ratovima jer je pokazala kako Perzijanci nisu nepobjedivi. Također, učvrstila je položaj Atene u grčkom svijetu, te je istaknula sve prednosti teško oklopljenog grčkog pješaštva (hoplita). Bitka kod Maratona postala je inspiracija za trkačku atletsku disciplinu maraton, koja se temelji na priči o grčkom vojniku Filipidu koji je prema legendi trčao 42 kilometra da javi Atenjanima vijest o pobijedi nad Perzijancima. Prvi olimpijski maraton odigrao se na Olimpijskim igrama u Ateni 1896. godine, kada se trčalo od Maratona do moderne Atene.

## Interbellum(490. – 480. pr. Kr.)

### Grčki polisi
Makedonski vladar Aleksandar I. pristupio je Perzijskom Carstvu još u doba Mardonijeve ekspedicije. U Sparti je oko 488. pr. Kr. na vlast došao kralj Leonida I., naslijedivši svoga brata. Atenski junak iz bitke kod Maratona Miltijad Mlađi nagovarao je Atenjane na ekspediciju protiv Ciklada gdje su trebali postaviti obrambene linije, no pohod završava neuspjehom u kojem je Miltijad teško ranjen. Njegov neuspjeh su u Ateni jako kritizirali Miltijadovi politički protivnici koji su ga željeli smijeniti s dužnosti. Optužili su ga za izdaju i čak osudili na smrt, no umro je od zadobivenih rana prije izvršenja kazne pa je pokopan s počastima. Novo političko vodstvo u Ateni formirali su Temistoklo koji je bio vođa demokratske stranke, te Aristid iz aristokratske stranke. Ostracizam je prvi put korišten 488. pr. Kr., a odnosio se na izgon političara koji su zagovarali properzijsku politiku.
Tijekom ovog razdoblja Atena je bila u ratu protiv Egine čija je mornarica često nanosila Atenjanima gubitke što je izazivalo nezadovoljstvo kod atenskih žitelja. Temistoklo je uvjeravao svoje sugrađane da zaradu od rudnika srebra iz Lauriona iskoriste za gradnju velike mornarice. Kada su čuli kako su Perzijanci počeli s gradnjom pontonskog mosta preko Dardanela odnosno kopanjem kanala kroz poluotok Atos, Atenjani su panično ubrzali pripreme za rat.
U jesen 481. pr. Kr. Sparta je zajedno s Atenom sazvala kongres u Posejdonovom hramu pokraj korintskog tjesnaca na koji su bili pozvani svi grčki polisi koji nisu bili administrativnim ili političkim dijelom Perzije, izuzevši Masaliju, njene kolonije, te Cirenu. Na kongresu je obećano opće pomilovanje i solidarnost među grčkim polisima, a Atena i Egina su se javno pomirile. U ostale grčke gradove čiji veleposlanici nisu sudjelovali na kongresu poslani su glasnici koji su ih trebali obavjestiti o detaljima kongresnog dogovora. Kolonije na Siciliji i s južne Italije također su pozvane da se pridruže novonastalom savezu, no pristali su pristupiti samo pod uvjetom da sirakuški kralj Gelon postane zapovjednikom tog saveza, što su Spartanci odbili. Diodor sa Sicilije spominje pak kako su Perzijanci sklopili pakt s Kartagom koja je željela prisvojiti neke grčke kolonije na zapadnom i srednjem Mediteranu. Ipak, jedina pomoć koju su Perzijanci primili bio je jedan brod iz Crotone koji se borio u bitci kod Salamine. Arg i Kreta odbili su poslati izaslanike, dok nije sudjelovao ni svećenik iz Delfija. Krf je obećao pomoć, no kasnije su povukli ponudu a u okolicu Peloponeza poslali flotu koja je samo nagledala situaciju. Grčki savez uglavnom se sastojao od peloponeskih polisa, Eubeje i Atike.

### Perzijsko Carstvo
Nakon poraza medijskog admirala Datisa u bitci kod Maratona, Darije Veliki naredio je okupljanje glavne perzijske vojske koju je odlučio osobno povesti u pohod protiv Atene. Planove mu je privremeno pomutila pobuna u Egiptu 486. pr. Kr. i prisilila ga na odgađanje nove ekspedicije u Grčkoj. Iduće godine Darije Veliki umire nakon 36 godina vladanja Perzijskim Carstvom. Jedine pogreške u njegovoj karijeri bile su te što nije uspio pokoriti prostranu Skitiju i kazniti Atenu. Naslijedio ga je sin Kserkso I. koji je političku karijeru započeo s gušenjem pobuna u Egiptu i Babiloniji, dok se Ateni odlučio posvetiti kasnije. Godine 480. pr. Kr. perzijska vojska bila je spremna za pohod na kopnenu Grčku.
Perzijsko Carstvo bilo je vrlo tolerantno prema pokorenim narodima odnosno prema njihovim političkim i vjerskim slobodama, o čemu svjedoče drevni židovski i egipatski zapisi. Sličan odnos Perzijanci imali i prema Grcima kojima je Darije Veliki financirao gradnju velikih hramova, ukidao ropstvo u grčkim gradovima, te Apolonova sveta područja oslobađao od poreza. To je stvorilo velike simpatije jonskih, makedonskih ali i peloponeških Grka (npr. grad Arg) prema Perzijskom carstvu pa su stali na perzijsku stranu u narednom sukobu. Obitelj Aleuada koja je vladala Larisom u Tesaliji u savezništvu s Perzijancima vidjeli su priliku da prošire svoju utjecaj, a perzijskoj vojsci priključila se i Teba.

## Kserksova ekspedicija (480. – 479. pr. Kr.)

### Grčke pripreme
Atenjani su se pripremali za rat protiv Perzijskog Carstva još od sredine 480-ih pr. Kr. kada je na nagovor Temistokla donesena odluka o gradnji velikog broja trirema koje su bile neophodne Grcima za ovu vrstu sukoba. Atenjani nisu imali ljudstvo za borbu na kopnu i moru, pa su panično tražili savezništvo s drugim grčkim polisima. Godine 481. pr. Kr. perzijski vladar Kserkso I. poslao je veleposlanike u koji su od grčkih polisa simbolično tražili „zemlju i vodu“, na što su pristali svi osim Atene i Sparte. Njihov izbor zbližio je dotad dva suparnička i najjača grčka polisa, koji su pokrenuli grčki kongres 481. pr. Kr. u nadi na sakupe što veći broj saveznika.

#### Jačina grčkih snaga
Grci nisu imali „stajaću vojsku“ niti je za to bilo potrebe budući kako su ratovali na domaćem teritoriju pa su mogli formirati vojne trupe prema potrebi. Tijekom druge perzijske ekspedicije na grčkoj strani borio se različit broj vojnika; od 11.000 u bitci kod Termopila do 40.000 vojnika (prema modernim procjenama) ili 120.000 u bitci kod Plateje (prema Herodotu).

### Perzijske pripreme
Budući kako je nova perzijska ekspedicija ovaj put imala sveobuhvatni karakter, zahtijevala je dugo planiranje, pripremu zaliha, novačenje i prilagođavanje novim borbenim uvjetima. Kserkso je odlučio sagraditi pontonski most preko Helensponta (Dardanela) da olakša svojoj vojsci prijelaz na teritorij Europe, te iskopavanje kanala preko prevlake brda Atos koji je bio na glasu kao vrlo opasan zbog morskih struja, plićaka i oluja, gdje je perzijska flota 492. pr. Kr. doživjela velike gubitke. Oba projekta predstavljala su ambiciozni inženjerski plan kojeg do tada nitko nije pokušao ostvariti. Početkom 480. pr. Kr. pripreme su bile gotove, pa se perzijska vojska okupila u lidijskom gradu Sardu nakon čega je počeo marš prema Europi. Vojska je kod Dardanela prešla na europsko kopno preko dva velika pontonska mosta koji su predstavljali vrhunsko inženjersko dostignuće tog vremena.

#### Jačina perzijskih snaga
Broj perzijskih trupa koje je Kserkso poveo u ekspediciju protiv Grčke je predmet tisućljetne rasprave, jer su antičke brojke pretjerano preuveličane. Herodot npr. navodi kako je u pohodu sudjelovalo 2.6 milijuna Perzijanaca s jednako toliko njihovih saveznika što čini nevjerojatan broj od 5.2 milijuna ljudi. Grčki pjesnik Simonid s Keja spominje brojku od četiri milijuna, dok Ktezije daje brojku od 80.000 perzijskih vojnika.
Moderni povjesničari skloni su potpunom odbacivanju tih antičkih brojki koje smatraju nerealnim jer su ih pisali pristrani grčki povjesničari. Moderne procijene variraju od najviše 200-250 tisuća vojnika, do minimuma od svega 15 – 20 tisuća vojnika. Točan broj perzijskih trupa koje su sudjelovale u bitci otežava i nerazjašnjenost jesu li prema Termopilu krenuli svi perzijski vojnici, ili je dio ostao u vojnim kampovima u Makedoniji i Tesaliji.
Perzija je bila prvo federalno carstvo u povijesti i objedinjavala je teritorije desetaka raznih naroda. Budući da su Perzijanci prema pokorenim narodima provodili politiku tolerancije, zaštite i ukidanja ropstva, velika većina naroda stala je uz Perziju tokom ratova protiv grčkog saveza. Vojnici mnogih naroda dobrovoljno sudjelovali su u perzijskoj vojsci, što uključuje Perzijance, Medijce, Asirce, Feničane, Babilonce, Indijce, Egipćane, Židove, Arape, te Grke iz perzijskih satrapija odnosno savezničkih pokrajina. Kserksov otac Darije I. Veliki bio je vrlo obziran prema svojim grčkim građanima kojima je financirao gradnju velikih hramova, ukidao ropstvo u grčkim gradovima, te Apolonova „sveta područja“ oslobađao od poreza. To je stvorilo velike simpatije jonskih i makedonskih Grka prema Perziji pa su stali na njihovu stranu tijekom grčko-perzijskih ratova jer time su osiguravali prosperitet i sigurnost, za razliku od savezništva s moćnijim grčkim polisima koji su ratovali međusobno i time konstantno slabili.
Okosnicu perzijske vojske činili su elitni Perzijski besmrtnici i medijski kopljanici. Besmrtnici su bili elitna pješadijska jedinica poznata diljem svijeta po svojoj hrabrosti i sposobnosti, koja je uvijek imala 10.000 vojnika. Članovi tih elitnih jedinica trenirani su od rođenja, a njima su mogli postati samo Perzijanci i Medijci. Ime su dobili po tome što bi u slučaju pogibije, bolesti ili starosti određenog člana na njegovo mjesto došao novi vojnik. U mirnodopsko vrijeme služili su kao carska tjelesna zaštita. Bili su naoružani kratkim lukom, kopljem i mačem, te zaštićeni metalnim oklopom. Medijski kopljanici podjednako dobro su se koristili kopljem i štitom, te su među perzijskim pješaštvom imali iznimnu reputaciju, odmah nakon Besmrtnika. Štit geron bio im je napravljen od pletenog šiblja prevučenog kožom koji je pružao dobru zaštitu od napada strijelama, no nedovoljnu zaštitu od preciznih uboda teških mačeva.

### Trakija, Makedonija i Tesalija (rana 480. pr. Kr.)
Nakon što su prešli na europsko tlo u travnju 480. pr. Kr. perzijska vojska krenula je u pohod prema Grčkoj. Legenda kaže kako je uoči samog prelaska preko Dardanela oluja uništila pontonske mostove, zbog čega je Kserkso dao bičevati more kako bi se smirilo. Od Helenspota (Dardanela) do grada Terma na sjeverozapadu Egejskog mora kretanje je bez otpora trajalo tri i pol mjeseca, dok su se zaustavili u blizini Doriskosa gdje im se priključila perzijska mornarica. Kserkso je tada regrupirao svoje trupe u taktičke jedinice te nastavio s pohodom.
Kongres grčkih saveznika sastao se ponovo na proljeće 480. pr. Kr. gdje je odlučeno kako će prodor Perzijanaca braniti usku dolinu Tempe na granicama Tesalije. Ipak, kada su došli do doline Aleksandar I. upozorio ih je kako se dolinu može zaobići sporednim putem, pa su se odlučili povući. Nedugo poslije primili su vijest kako je perzijska vojska prešla na europsko tlo. Drugi grčki plan predložio je Temistoklo, koji je savjetovao grčke saveznike da pokušaju spriječiti perzijski prodor kod prolaza Termopil. Taj uski prolaz odabran je zato što je topografija terena odgovarala grčkim hoplitima (teško oklopljeno pješaštvo) u planu da neutraliziraju perzijsku brojčanu nadmoć. Također, kako bi spriječili perzijski obilazak Termopila morskim putem, atenska i saveznička mornarica odlučili su blokirati uski kanal pokraj rta Artemizija. Ova paralelna strategija prihvaćena je na grčkom kongresu, gdje je odbijen plan peloponeških gradova za obranu prevlake na Korintu koji je uključivao i evakuaciju atenskih civila u peloponeski grad Trezenu.

### Bitke kod Termopila i Artemizija (kolovoz 480. pr. Kr.)
Detaljniji članci o ovoj temi: Bitka kod Termopila i Bitka kod Artemizija
Sa strateškog gledišta obrana Termopila predstavljala je najbolji mogući način obrane od superiornijeg neprijatelja. Grčki plan nije uključivao direktan oružani sukob protiv Perzije za koji su znali da ne mogu pobijediti, već zaustavljanje perzijskog napredovanja u Grčku pa se grčka doktrina zasnivala isključivo na obrani. Obrana prolaza kod Termopila i tjesnaca kod Artemizija odabrana je zbog geografskih karakteristika jer u uskim kopnenim i morskim prolazima perzijska brojčana nadmoć ne može doći do izražaja. Budući da se perzijska ekspedicija služila paralelnim snagama na kopnu i moru, kopnena vojska ovisila je o zalihama koje je prenosila njihova mornarica pa nisu mogli dopustiti da se zadrže na jednom mjestu duže vrijeme. Perzijanci su uoči bitke znali da se moraju ili povući ili dalje napredovati da zadrže koordinaciju trupa na kopnu i zaliha na moru, a prolaz kod Termopila kao geografsko usko grlo predstavljalo je mogući problem za njihovo napredovanje.
Taktički gledano, prolaz kod Termopila bio je idealno mjesto za grčki stil ratovanja. Vojna formacija falange koju su koristili hopliti mogla je blokirati uski prolaz bez opasnosti da ih s bokova napadne perzijska konjica. Također, prednosti falange u odnosu na perzijske formacije su da su grčki vojnici opremljeni teškom kacigom, oklopom i štitom, dok je većina perzijske vojske bila lako pješaštvo (tzv. sparabara), izuzevši teško oklopljene Perzijske besmrtnike. Glavna slaba točka kod Grka bio je planinski prolaz koji je vodio paralelno s Termopilskim vratima i koji je mogao Perzijancima poslužiti da zaobiđu i okruže grčke snage. Iako je taj put bio vjerojatno neprohodan za perzijsku konjicu, mogao je poslužiti njihovom pješaštvu od kojeg je veći dio bio treniran u planinskim uvjetima borbe. Leonida je čuo za taj put od lokalnog stanovništva, pa je stacionirao tisuću Fokiđana da ga blokiraju.
U doba bitke, prolaz kod Termopila nalazio se između planine i obale Malijskog zaljeva, bio je toliko uzak (14 m) da su istovremeno mogla proći samo jedna bojna kola. Na južnoj strani nalazile su se litice planine, dok se s južne strane nalazio morski zaljev. Na stazi su se nalazila tri suženja ili vrata (pylai); na srednjim vratima nalazio se zid koji su stoljeće ranije podigli Fokiđani da se zaštite od tesalijske invazije. Naziv Termopil što na grčkom jeziku znači Vruća vrata dolazi od vrućih izvora koji se nalaze u neposrednoj blizini prolaza.
Detalji bitke slabo su poznati jer se temelje uglavnom na Herodotovim legendama, koje se pak temelje na iskazima svega nekolicine Grka koji su preživjeli cijelu bitku. Gotovo pouzdano se zna kako je Kserkso dao Grcima ultimatum od 5 dana da se povuku. Nakon što su se Grci odbili povući poslao je vojnike u napad. Herodot tvrdi kako su Perzijanci više puta odbijeni uz velike gubitke i kako je bitka trajala tri dana. Kao dokaz tim navodima spominje da su grčki hopliti imali duža koplja, za razliku od Perzijanaca koji su bili naoružani kratkim kopljima i strijelama.
Prema jednoj od legenda, nakon kraja drugog dana borbi lokalni grčki pastir Efijalt je prebjegao Perzijancima i rekao im za drugi prolaz paralelan s Termopilom, koji je branilo 1000 Grka. Kada su Perzijanci napali taj dio prolaza, Grci su se nakon slabog otpora povukli poslije čega su Grci ostali zarobljeni na prolazu. Uoči opkoljavanja Leonida je zaključio kako daljnja obrana nije moguća pa je naredio povlačenje, međutim 700 Tespijanaca pod vodstvom Demofila odbilo se povući s ostatkom grčkih trupa, već su ostali zajedno s oko 300 Spartanaca, Leonidinih osobnih tjelohranitelja i oko 400 Tebanaca. Razlozi zbog kojih su ostali nisu poznati, navodi se kako su se ostali boriti zbog časne pogibije i slave, no također postoji scenarij prema kojem se nisu ni mogli povući jer su ih Perzijanci okružili. Na posljetku bitke Tebanci su se predali, dok su se Spartanci i Tespijanci suočili se elitnom perzijskom jedinicom Besmrtnika protiv kojih su svi Grci izginuli.
Paralelno s bitkom kod Termopila grčka mornarica sastavljena od 271 trirema branila je prolaz kod rta Artemizij gdje se bitka vodila tri dana, nakon čega su primili vijest o kopnenom porazu Leonide i grčkih saveznika. Budući kako je grčka flota bila teško oštećena i kako više nije bilo potrebe za obranom tjesnaca, odlučili su se povući do otoka Salamine.

### Bitka kod Salamine (rujan 480. pr. Kr.)
Perzijska pobjeda kod Termopila značila je pad cijele Beotije pod perzijsku vlast, dok je put prema Atici bio otvoren. Ostatak atenske populacije evakuiran je uz pomoć savezničke mornarice na otok Salaminu. Peloponeski saveznici počeli su s pripremama obrambenih linija na Korintskoj prevlaci gradeći zidine, uništavajući cestu od Megare, te potpunim napuštanjem Atene. U gradu je ostala nekolicina ratnika koji su pokušali obraniti atensku akropolu, no Perzijanci su ih ubrzo porazili. Nakon pada Atene Kserkso je odlučio kazniti grad spaljivanjem do temelja, no navodno se pokajao zbog tog čina. Spaljivanje osvojenog grada bio je neprimjeren porez nekarakterističan za Kserksove prethodnike Kira Velikog i Darija Velikog koji su se prema pokorenim gradovima odnosili s velikim poštovanjem; ukidajući ropstvo i tolerirajući lokalne religije. Kserksovo spaljivanje Atene smatra se odmazdom za atenskoj potpori Jonjanima koji su spalili perzijski grad Sard u satrapiji Lidiji.
Perzijanci su sada imali pod kontrolom većinu Grčke, i Kserkso je imao u planu što brže završiti vojnu ekspediciju. Da je Kserkso porazio grčku mornaricu, bio bi u izglednoj prilici natjerati ostale Grke na predaju, dok se Temistoklo nadao kako će perzijskim pomorskim porazom odvratiti Perzijance od daljnjih napada na ostatak Grčke. Saveznička grčka mornarica spremno je čekala dolazak perzijske flote ispred obala Salamine, stacioniravši se u uskom Saronskom zaljevu koji je dijelio poluotok Peloponez od ostatka grčkog kopna. S obzirom na navedene geografske karakteristike, perzijska brojčano superiornija flota nije mogla ostvariti premoć, budući kako nisu mogli manevrirati niti su poznavali krajolik. Grci su iskoristili priliku i napali perzijsku mornaricu, te ostvarili veliku pobjedu te osigurali Peloponez. Oko 200 od 1200 perzijskih brodova bilo je potopljeno ili zarobljeno. Bitka je ostala upamćena i po sudjelovanju vjerojatno prve admiralice u povijesti, Artemizije iz Karije koja je predvodila skupinu od pet perzijskih brodova.
Prema Herodotu, Kserkso je namjeravao izgraditi most preko tjesnaca da napadne Atenjane evakuirane na Salamini, no nakon poraza u pomorskoj bitci projekt je napušten. Štoviše, bojao se kako bi Grci mogli otploviti do Dardanela i uništiti pontonske mostove. Njegov general Mardonije zalagao se za nastavak pohoda na Peloponez, no nakon što je Kserkso čuo za novu pobunu u Babiloniji odlučio se s većinom vojske povući iz Grčke. Manji dio vojske ostavio je na čuvanje Mardoniju koji je postavio vojne kampove u Beotiji i Tesaliji. Atenjani su se nakon povlačenja Perzijanaca vratili u napušteni grad tijekom zime.

### Bitke kod Plateje i Mikale (lipanj 479. pr. Kr.)
Tijekom zime činilo se kako postoje nesuglasice među grčkim saveznicima. Naime, Atenjani koji nisu bili zaštićeni Korintskom prevlakom i čija je mornarica odigrala najznačajniju ulogu u bitci kod Salamine, odbili su se u proljeće priključiti savezničkoj mornarici. Mardonije koji je boravio u Tesaliji znao je kako je napad na prevlaku uzaludan, dok su saveznici odbijali poslati vojsku izvan Peloponeza. Marodnije je pokušao podijeliti grčke saveznike nudeći Atenjanima mir preko posrednika Aleksandra I. (makedonskog kralja). Atenjani su kao preduvjet tražili da na pregovorima sudjeluju i Spartanci, no zahtjev je odbijen. Nakon propalih pregovora Atenjani su ponovo evakuirali grad, dok je perzijska vojska sastavljena uglavnom od njihovih grčkih saveznika napredovala prema jugu da zauzme napuštene položaje. Mardonije je tada ponovo ponudio mir atenskim izbjeglicama na otoku Salamini, nakon čega je Atena zajedno s Megarom i Platejom poslala pregovarače u Spartu i zaprijetila prihvaćanjem perzijske ponude ako im se ne pridruže u borbi protiv Perzijanaca. Nakon toga, Spartanci su okupili golemu vojsku hoplita i poslali je u susret Perzijancima.
Kada je Mardonije čuo kako su grčki saveznici krenuli u pohod, povukao se u Beotiju pokraj Plateje gdje je pokušao Grke dovući na otvoren teren gdje je morao iskoristiti svoju konjicu. Grci su se pak pod zapovjedništvom Pauzanija odlučili stacionirati na terenu iznad visoravni Plateje kako bi se zaštitili od navedene perzijske vojne taktike. Nakon nekoliko dana mirovanja i manevriranja dviju vojski, Pauzanije je odlučio noćno povlačenje na prvotne položaje. Ovaj manevar proveden je nespretno pa su Atenjani, Spartanci i Tegejci ostali izolirani na pojedinim brežuljcima, dok su ostali dijelovi vojske bili razbacani diljem visoravni. Uvidjevši kako Perzijanci neće imati bolju priliku za napad, Mardonije je naredio svojim trupama puni napad na protivničke položaje. Međutim, perzijsko pješaštvo i njihovi grčki saveznici nisu bili teško oklopljeni kao njihovi protivnici (hopliti), pa su spartanske trupe probile crte Mardonijeve osobne straže i ubile ga. Nakon toga perzijske trupe bile su dezorganizirane pa se ostatak od 40.000 trupa odlučio na povlačenje u Tesaliju, dok su ostali bili potpuno poraženi.
Tijekom popodneva nakon bitke kod Plateje, Herodot tvrdi kako su glasine o grčkoj pobjedi dosegle savezničku mornaricu koja je u to vrijeme boravila uz obale planine Mikale u Joniji. Njihov borbeni moral je navodno porastao pa su pobijedili perzijsku mornaricu u bitci kod Mikale, što je označilo kraj perzijske dominacije u Egejskom moru.

## Grčki protunapad

### Mikala i Jonija
Mikala je na mnogo načina bila početak nove faze u grčko-perzijskom sukobu, koja će označiti ofanzivu Grka protiv maloazijskih satrapija Perzijskog Carstva. Odmah nakon grčke pobjede kod Mikale podignut je novi ustanak protiv Perzijanaca u grčkim gradovima Male Azije. Otok Samos i grad Milet predvodili su bitku kod Mikale što je jasno označilo njihov ustanak, pa su drugi gradovi slijedili njihov primjer.

### Sest
Nedugo nakon bitke kod Mikale saveznička grčka flota krenula je prema Dardanelima da unište perzijske pontonske mostove, no njih tamo više nije bilo. Peloponežani su tada otplovili kući, no Atenjani su nastavili pohod protiv Hersona koji je još bio pod perzijskom kontrolom. Perzijanci iz okolice su se nakon toga povukli u Sest, grad s najjačim fortifikacijama u regiji, gdje su Atenjani postavili opsadu. Nakon dugotrajne opsade Sest je pao u pod atensku kontrolu, što je označilo početak grčkog protunapada. Ovom opsadom završava Herodotovo djelo „Povijesti“.

### Ujedinjenje Makedonije
Potaknut grčkim uspjehom kod Plateje i Strume, makedonski kralj Aleksandar I. odlučio je proširiti svoju vlast nad grčkim plemenima koji su živjeli istočno od Pindskog gorja. Uspješno je pokorio istočne teritorije do obala Strume gdje su živjela i neka negrčka plemena. Tamo je osnovao tri nova grada da proširi grčki utjecaj na osvojeni teritorij, koji je kasnije proširio i istočno od Strune sve do dijela planine Pangaion koja je obilovala rudama zlata. Time je stvorena najveća grčka država prema kriterijima površine, populacije i gospodarstva. Ipak, unatoč svim potencijalima, Kraljevina Makedonija nije ostvarilo značajniju premoć nad susjedima budući kako se njihova država zasnivala na feudalnom sustavu u kojem kralj nije imao jači utjecaj nad preostalom aristokracijom. Tek u 4. stoljeću pr. Kr. kada su grčke države na jugu stagnirale, politički i vojni genij Filip II. ujedinio je makedonsku aristokraciju u jedinstvenu i centraliziranu monarhiju, te je proširio granice svoga kraljevstva na veći dio Stare Grčke.

### Cipar
Godine 478. pr. Kr. flota sastavljena od 20 peloponeskih i 30 atenskih brodova (pod Aristidom) zajedno s ostalim saveznicima stavljena je pod zapovjedništvo Pauzanija, te otplovila prema Cipru. Tamo su uspjeli zauzeti nekoliko grčkih gradova, no nisu bili uspješni u pokušajima opsade feničkih gradova, pa je Cipar ostao baza perzijskoj mornarici.

### Bizantij
Nakon ekspedicije na Cipru, saveznička grčka flota otplovila je prema Bizantiju. Kontrola Dardanela i Bospora bila je od vitalne važnosti za Atenu koja je u klasično doba proizvodila svega 40% potrebne hrane za vlastitu populaciju, dok se ostatak uvozio iz grčkih kolonija na obalama Crnog mora.
Grad Bizantij pao je nakon opsade, a mnogi Perzijanci uključujući plemstvo pali su u grčko zarobljeništvo. Pauzanije, koji je bio iz kraljevske loze Agijada, bio je opčinjen perzijskim načinom života koji je prihvatio pa se oblačio kao Perzijanac i priređivao bankete u perzijskom stilu. Njegovo perzijsko ponašanje šokiralo je i Jonjane i Peloponežane pa je Pauzanije pozvan da se vrati u Spartu, gdje mu se sudilo za izdaju. Optužen je kako se dogovarao s perzijskim kraljem da postane tiraninom Grčke, da je vodio tajnu komunikaciju s perzijskim carem, te da se želio oženiti vlastitom kćeri. Ipak, oslobođen je svih optužbi, osim za maltretiranje pojedinaca prilikom njihovog privatnog poslovanja, te mu je zabranjeno vođenje ikakvih pohoda izvan teritorija Sparte. Nezadovoljan tom odlukom Pauzanije je otplovio ratnim brodom od Hermiona natrag u Bizantij, gdje više nije bio dobrodošao. Nakon toga preplovio je Mramorno more i pristao u regiju Troad gdje se zadržao neko vrijeme, a što je tamo radio nije poznato. Nakon toga je preko posebnog izaslanika ponovo pozvan u Spartu gdje je ponovo optužen kako je spletkario s perzijskim kraljem te da je pokušao pokrenuti revoluciju helota. Na putu kući, dok je bio unutar granica spartanske države, sreo je efora koji mu je signalizirao kako je unaprijed osuđen. Pauzanije se tada zatvorio u obližnjem hramu gdje je umro od gladi nakon nekoliko dana. Neki moderni povjesničari smatraju kako Pauzanije zaista nije surađivao s Perzijancima, na temelju toga kako nikada nije osuđivan i kako se dvaput odlučio dobrovoljno vratiti u Spartu, te kako su otpužbe protiv njega izmišljotina političkih neprijatelja.
U međuvremenu, godine 477. pr. Kr. Spartanci su poslali generala Dorkisa i malu skupinu vojnika u Bizantij, gdje su ih Jonjani (potaknuti iskustvom s Pauzanijem) zamolili da napuste grad. Spartanci su udovoljili njihovim zahtjevima i povukli se, što je označilo prestanak spartanske borbe za borbom protiv Perzijskog Carstva.

## Ratovi Delskog saveza (477. – 450. pr. Kr.)

### Delski savez
Nakon što im nije pružena dobrodošlica u Bizantiju, Spartanci su odlučili okončati svoje sudjelovanje u ratu. Također, Spartanci su smatrali kako su glavni grčki ciljevi ostvareni; protjeravanje Perzijanaca iz kopnene Grčke i osamostaljenje grčkih gradova u Maloj Aziji. Pretpostavlja se kako su smatrali i kako je uspostava trajne sigurnosti Grka u Aziji gotovo nemoguće. Nakon bitke kod Mikale, spartanski kralj Leotihida predlagao je preseljenje svih Grka iz Male Azije u Europu što je smatrao jedinim načinom osiguravanja njihove sigurnosti od perzijske dominacije. Ksantip, atenski zapovjednik iz bitke kod Mikale odlučno je odbacio taj prijedlog budući kako su jonski gradovi originalno bili atenske kolonije, zbog čega su Atenjani više nego itko pomagali Jonjanima. Spartanski potez povlačenja iz sukoba označio je početak atenske dominacije u ratu protiv Perzijskog carstva.
Labavim savezom grčkih polisa koji se borio protiv Kserksove ekspedicije dominirala je Sparta odnosno Peloponeski savez. Odstupanjem tih zemalja, sazvan je novi kongres na svetom otoku Delosu gdje je trebao biti uspostavljen novi savez u borbi protiv Perzijanaca. Novi savez koji je uključivao mnoge otoke Egejskog mora prvotno je nazvan „Prvi atenski savez“, no poznatiji je kao „Delski savez“. Prema Tukididu, službeni cilj saveza bio je „osveta za zla počinjena u doba vladavine (perzijskog) kralja“. U stvarnosti, ovaj cilj podijeljen je na tri faze: pripremanje buduće invazije, osvetu protiv Perzijskog carstva, te podjelu ratnog plijena. Članovi saveza imali su izbor ili davanje oružanih snaga u savez ili plaćanje poreza u zajedničku riznicu, a većina saveznika odabrala je ovo potonje. Saveznici su se morali zakleti kako imaju iste prijatelje i neprijatelje, a bacanje čeličnih ingota u more simboliziralo je pečaćenje njihovog savezništva. Prema Plutarhu, atenski političar Aristid posvetio je cijeli svoj život baveći se unutrašnjim odnosima među saveznicima, te je umro u Pontu za vrijeme određivanja poreza novim članicama saveza.

### Pohodi protiv Perzije
Tijekom 470-ih pr. Kr. Delski savez vodio je pohode u Trakiji i Egeju s ciljem da ukloni preostale perzijske garnizone u regiji. Atenjane i njihove saveznike predvodio je atenski političar Kimon. Početkom sljedećeg desetljeća, Kimon je vodio vojne ekspediciju u Maloj Aziji gdje je želio učvrstiti grčku prisutnost. U bitci kod Eurimedona u Pamfiliji Atenjani su ostvarili vrijednu dvostruku pobjedu; porazili su perzijsku flotu nakon čega su vojnici iz brodova pristali na obalu i napali perzijsku vojsku.
Krajem 460-ih pr. Kr. Atenjani su se odlučili na ambiciozan potez podrške ustanku u perzijskoj satrapiji Egiptu. Iako su grčke snage u početku nizale uspjehe, nisu uspjeli zauzeti perzijski garnizon u Memfisu ni nakon tri godine opsade grada. Perzijanci su tada krenuli u protunapad pa se atenska vojska našla pod opsadom 18 mjeseci, nakon čega je potpuno uništena. Ovaj katastrofalan atenski poraz kao i međugrčki vojni sukobi prisilio je Atenu na odustajanje od ratova protiv Perzijskog Carstva. Godine 451. pr. Kr. u Grčkoj je dogovoreno primirje pa je Kimon nesmetano mogao pokrenuti novu vojnu ekspediciju na Cipru. Ipak, prilikom opsade grada Kitiona Kimon je umro, a atenska mornarica odlučila se povući. Prilikom bijega uspjela je pobijediti perzijsku mornaricu kod ciparske Salamine 450. pr. Kr. koja ih je pokušala spriječiti u povlačenju. Ovaj neuspješni atenski pohod označio je kraj neprijateljstva između Delskog saveza i Perzijskog Carstva, odnosno prestanak vojnih operacija grčko-perzijskih ratova.

## Kalijin mir (449. pr. Kr.)
Nakon bitke kod ciparske Salamine, povjesničar Tukidid više ne spominje sukobe s Perzijancima, odnosno govori kako su se Grci vratili kući. S druge strane, Diodor sa Sicilije tvrdi kako je nakon Salamine potpisan Kalijin mir; mirovni sporazum između grčkih polisa i Perzijskog Carstva. Pretpostavlja se kako je Diodor ovdje vjerojatno slijedio povijest prema Eforosu, na kojeg je pak utjecao povjesničar Izokrat. Čak i tokom 4. stoljeća pr. Kr. postojanje mirovnog sporazuma bilo je kontroverzno; npr. dva povjesničara iz tog razdoblja (Kalisten i Teopomp) negirali su postojanje takvog dogovora.
Postoji mogućnost kako su prethodno Atenjani pokušali pregovarati s Perzijancima. Plutarh spominje kako je nakon bitke kod Eurimedona perzijski kralj Artakserkso I. pristao na mirovni sporazum s grčkim polisima, te spominje Kaliju kao atenskog veleposlanika koji je vodio pregovore. Međutim, Plutarh priznaje kako je Kalisten negirao postojanje takvog sporazuma. Herodot također spominje kako je atensko izaslanstvo na čelu s Kalijom sudjelovalo na pregovorima s Artakserksom I. u perzijskom gradu Suzi. U grčkom izaslanstvu navodno su sudjelovali i predstavnici grada Arga. Ipak, antički izvori općenito ne slažu se je li postojao službeni mirovni sporazum, odnosno kada je dogovoren.
Mišljenja modernih povjesničara također su podijeljena, npr. John V. A. Fine prihvaća ideju postojanja sporazuma, dok ga Raphael Sealey odbacuje. Tom Holland se slaže kako je postojala neka vrst političke komunikacije između Atene i Perzijskog Carstva, no ne slaže se kako se radi o službenom sporazumu. John V. A. Fine tvrdi kako Kalistenovo poricanje postojanja sporazuma nakon bitke kod Eurimedona ne isključuje mogućnost naknadnog potpisivanja sporazuma. Također, isti povjesničar tvrdi kako je Teopomp govorio o pregovorima Atene i Perzijskog carstva 423. pr. Kr., odnosno dva i pol desetljeća nakon Kalijinog mira. Postoji još jedan jaki argument za postojanje takvog sporazuma, a to je atensko povlačenje s Cipra 450. pr. Kr.
Prema povijesnim izvorima, neke od glavnih stavaka Kalijinog mira bile su:
- Grčkim polisima na obali Male Azije odobrena je autonomija.
- Perzijski satrap (namjesnik) gubi ovlast nad obalom Egejskog mora.
- Zabranjuje se ulazak perzijskim brodovima u Egejsko more, odnosno atenskim brodovima u istočni Mediteran.
- Atena se obvezala kako više neće poticati pobune na perzijskim teritorijima poput Egipta, Libije i Cipra.

## Posljedice
Nakon točno pola stoljeća ratovanja, grčko-perzijski ratovi bili su okončani, a strateški gledano obje strane bile su na mrtvoj točki. Grci su uspjeli zadržati nezavisnost većeg dijela svojih polisa, no ekspedicije protiv Perzijskog Carstva u Egipta i Cipra završile su katastrofom. Perzijsko Carstvo je pak uspješno ugušilo Jonski ustanak, kaznilo Eretriju i Atenu koje su sravnjene sa zemljom, no prevlast nad kopnenim dijelom Grčke nije ostvarena.
S vojnog gledišta, Grci su ostvarili pobjede nad satrapskim (pokrajinskim) perzijskim vojnim jedinicama kod Maratona ili Plateje, no pred glavnom perzijskom vojskom (predvođenom Kserksom) su se uglavnom povlačili ili su doživjeli poraz (kod Termopila). Unatoč tome što je Atena razorena i što je sam spartanski kralj Leonida I. poginuo u borbama protiv Perzijanaca, u zapadnom svijetu Grci su nerijetko nazivani „pobjednicima“ ovog rata, zbog toga što Perzijsko Carstvo nije ovladalo cijelim grčkim kopnom. Ipak, povjesničari dvoje je li Perzijsko Carstvo imalo namjeru potpuno osvajanje Grčke ili se radilo o kažnjeničkoj ekspediciji Kserksa s ciljem osvete Ateni na koju se zakleo još njegov otac Darije Veliki. Prema dostupnim povijesnim izvorima, Kserkso je nakon razaranja Atene odbio napasti ostatak grčke vojske na Peloponezu na čemu je iznistirao satrap Mardonije. Razlozi Kserksova povlačenja su diskutabilni; zadovoljština razaranja Atene, gubitak dijela flote nakon bitke kod Salamine, opasnost da Grci ne napadnu pontonske mostove preko Dardanela (prema Herodotu), pobuna u Babilonu, itd.
Unatoč tome, Perzijsko Carstvo je nakon ratova protiv Grka zadržalo ulogu vodeće sile u regiji, dok su utjecaj grčkih polisa smanjivali poticanjem unutarnjih sukoba. Primjerice, nakon što je Atena počela dominirati Grčkom u doba Peloponeskog rata (431. – 404. pr. Kr.) Perzijanci su stotinama brodova počeli vojno pomagati Spartu koja je naposljetku potukla Atenjane. Kada je pak početkom 4. stoljeća pr. Kr. balans grčke sile prešao previše na stranu Sparte, Perzijanci su odlučili pomoći Atenjanima tokom Korintskog rata (395. – 387. pr. Kr.) koji je okončan Kraljevskim mirom, diktiranim od strane Perzije. Prema tom sporazumu Sparta se morala povući iz Male Azije koja je opet u potpunosti pala pod perzijsku kontrolu i praktički obezvrijedila sve grčke vojno-političke uspjehe u prošlom stoljeću.

## Kasniji sukobi

### Uži povijesni kontekst
Godine 401. pr. Kr. perzijski princ Kir Mlađi u Maloj Aziji okuplja 10.000 grčkih plaćenika (tzv. „Deset tisuća“) i još toliko azijskih vojnika, te kreće u ponovnu borbu za perzijski tron protiv svog brata Artakserksa II. Njihove vojske sukobile su se u bitci kod Kunakse gdje Kir Mlađi pogiba, nakon čega je pobuna ugušena odnosno ojačana pozicija Artakserksa II.
Spartanski kralj Agesilaj II. godine 396. pr. Kr. okuplja 2000 neodamoda (oslobođeni državni robovi heloti) i 6000 savezničkih vojnika te kreće prema Aziji. Dolazi u Efez gdje se susreće s Tisafernom, perzijskim vojskovođom i satrapom Lidije i Karije. Ovaj mu nudi primirje ali isključivo da dobije na vremenu i sačeka vojnu pomoć od perzijskog kralja. Naposljetku Tisafenu stiže Artakserksovo pojačanje i odmah krši primirje. Postavlja ultimatum Grcima; ili odlaze iz Azije ili slijedi rat. Ovakav stav uznemirio je Grke i njihove saveznike jer perzijska vojska bila brojčano superiornija. Agesilaj prihvaća sukob s Perzijancima, no umjesto na dogovorenom mjestu borbe u Kariji vodi trupe u bogatu Frigiju gdje njegove trupe pljačkaju gradove i sela. Nekoliko mjeseci kasnije grčke i perzijske trupe sukobile su se u Sardu, a Agesilaj II. nedugo kasnije dobiva informacije o rasplamsavanju Korintskog rata pa se nakon dvije godine boravka vraća iz Azije u Europu.
Niti jedna grčka sila nije se mogla suprotstaviti Perzijskom carstvu punih 60 godina, odnosno sve do dolaska makedonskog kralja Filipa II. koji je 338. pr. Kr. osnovao savez Ελληνες („Grci“) i krenuo u osvajanje zapadnog dijela Male Azije. Ipak, neposredno prije ekspedicije Filip II. je ubijen pa je njegov nasljednik Aleksandar III. Makedonski nastavio njegove planove, krenuvši 334. pr. Kr. u Aziju s 40.000 vojnika. Nakon nekoliko godina ratovanja njegova vojska srušila je iransku ahemenidsku dinastiju i ovladala cijelim Perzijskim carstvom, koje je prethodno bilo iscrpljeno brojnim satrapskim pobunama diljem zemlje.

### Širi povijesni kontekst
Unatoč tome što je perzijska dinastija Ahemenida nestala u doba Aleksandra, odnosno što je Grčka pala pod rimsku vlast 146. pr. Kr., grčko-perzijski sukob nastavio se u širem kontekstu konfrontacije između europskih i azijskih sila, koji datira još od doba Trojanskog rata. Nakon pada pod rimsku vlast Grčka je unatoč sveprisutnom kulturnom helenizmu potpuno izgubila svoju vojno-političku snagu u korist Rimske Republike koja se nametnula kao jedina europska supersila. S druge strane, nekadašnje Ahemenidsko Perzijsko Carstvo obnovilo je nekadašnju snagu usponom iranskih dinastija Parta, te kasnije Sasanida. Pokušajem rimskog vojskovođe Marka Krasa da osvoji Partsko kraljevstvo 53. pr. Kr. započeo je višestoljetni rimsko-perzijski sukob koji je trajao sve do islamskog osvajanja. Navedeni sukobi uključuju ratove Rimske Republike i Carstva protiv Parta, odnosno ratove Sasanida protiv Rimskog carstva te kasnije Bizanta. Tijekom više od sedam stoljeća ratovanja vojna sreća izmjenično se mijenjala na rimsku ili perzijsku stranu, no niti jedna od dvije supersile nije uspjela osvojiti ili podčiniti drugu.

## Poveznice
- Stara Grčka
- Ahemenidsko Perzijsko Carstvo
- Povijest Grčke
- Povijest Irana

### Antička djela
- Herodot: „Povijesti“ (Ιστορίης Απόδειξη)
- Tukidid: „Povijest Peloponeškog rata“ (Ξυγκραφη)
- Ksenofont: „Ekspedicija“ (Κυρου Ανάβασις – Anabasis)
- Plutarh: „Usporedni životopisi“ (Βίοι Παράλληλοι)
- Diodor sa Sicilije: „Knjižnica“ (Ιστορικη Βιβλιοθήκη)
- Kornelije Nepot: „Biografije“ (Miltijad Mlađi, Temistoklo)

### Moderna djela
- Ekdotiki Athinon: „Povijest grčke nacije“ (Ιστορία του Ελληνικού Έθνους), svezak B, Atena (1971.)
- Hermann Bengston: „Grci i Perzijanci: Od šestog do četvrtog stoljeća“ (The Greeks and the Persians: From the Sixth to the Fourth Centuries), New York: Delacorte Press (1965.)
- Pierre Briant: „Od Kira do Aleksandra: Povijest Perzijskog carstva“ (From Cyrus to Alexander: A History of the Persian Empire), preveo Peter Daniels, Indiana: Eisenbrauns (2002.)
- Tom Holland: „Perzijska vatra“ (Persian Fire), (2006.)
- A. R. Burn: „Cambrigdeova povijest Irana: Perzija i Grci“ (The Cambridge History of Iran: Persia and the Greeks), 2. svezak, Ilya Gershevitch, New York: Cambridge University Press (1985.)
- J. M. Cook: „Perzijsko Carstvo“ (The Persian Empire), New York: Shocken Books (1983.)
- Peter Green: „Grčko-perzijski ratovi“ (The Greco-Persian Wars), Berkeley, Los Angeles; London: University of California Press (1996.)
- A. T. Olmstead: „Povijest Perzijskog carstva“ (History of the Persian Empire), Chicago: University of Chicago Press (1948.)
- Pomeroy, Sarah B., Stanley Burstein, Walter Donlan i Jennifer Tolbert Roberts: „Antička Grčka: Politička, društvena i kulturna povijest“ (Ancient Greece: A Political, Social, and Cultural History), New York and Oxford: Oxford University Press (1999.)
- Brown Reference ltd: „Atlas svjetske povijesti“ (Atlas of World History), Sandcastle books Ltd. (2006.)

## Vanjske poveznice
- Perzijski ratovi – Povijest Irana (Iran Chamber)
- Grčko-perzijski ratovi (enciklopedija Britannica)
- EDSITEment Lekcija: Bitka kod Termopila

### Ostali projekti
|  | Zajednički poslužitelj ima još gradiva o temi Grčko-perzijski ratovi |